# Bitwa pod Živohoštem
Bitwa pod Živohoštem – starcie zbrojne, które miało miejsce w 4 listopada 1419 roku podczas powstania husyckiego, w okresie wojen husyckich.
4 listopada 1419 roku grupa husyckich pielgrzymów, zmierzająca z Sezimova na kongres husycki w Pradze została zaatakowana pod wsią Živohošť przez grupę katolickich szlachciców popierających Zygmunta Luksemburskiego, pod dowództwem Petra Konopišťský ze Šternberka. W pierwszej fazie bitwy wielu pielgrzymów zostało zabitych lub schwytanych, lecz posiłki husyckie z Novego Knína zmusiły feudałów do odwrotu do Kutnej Hory. Według relacji z jej okresu była to pierwsza wielka bitwa wojen husyckich.